# Fundación Trece Rosas
La Fundación Trece Rosas nació en el año 2004 con el objetivo de desarrollar proyectos e iniciativas en las que se profundice en la igualdad y la justicia social. Su nombre recuerda las trece jóvenes, algunas de ellas militantes de las JSU (Juventudes Socialistas Unificadas), fusiladas junto a otras cuarenta y siete personas el 5 de agosto de 1939 en Madrid, y conocidas desde entonces como Las Trece Rosas.
Creada en 2004 por un grupo de personas interesadas por impulsar la justicia social e histórica y la igualdad, en su patronato estuvieron dirigentes históricos de la izquierda política española como el histórico dirigente del PCE, Santiago Carrillo o del PSOE, José Acosta Cubero. Está presidida desde el año 2005 por José Cepeda. Entre sus objetivos está el desarrollo de actividades para la integración de personas desfavorecidas y para evitar la exclusión social mediante la asistencia social y el desarrollo de cursos formativos y de proyectos de investigación. 
Cada 5 de agosto, junto a otras asociaciones y militantes, la Fundación Trece Rosas realiza un homenaje a las Trece Rosas en el cementerio de la Almudena.